# ألان تورنر
ألان تورنر (23 يوليو 1950 في أستراليا - ) (بالإنجليزية: Alan Turner)‏ هو لاعب كريكت أسترالي. شارك مع منتخب أستراليا الوطني للكريكت. أما مع النوادي، فقد لعب مع فريق جنوب ويلز الجديد للكريكت ‏.

## وصلات خارجية
- ألان تورنر على موقع إي آس بي آن كريك إنفو (الإنجليزية)